# Les Lionnes (roman)
Les Lionnes (titre original anglais : Ducks, Newburyport) est un roman de Lucy Ellmann publié en 2019 au Royaume-Uni chez l'éditeur Londres Galley Beggar Press. Il a remporté le Prix des orfèvres en 2019 et a été présélectionné pour le Booker Prize en 2019.
Il présente la particularité d'être un roman de plus de 1000 pages sans ponctuation, écrit en courant de conscience.